# Primo Segretario di Stato
Il Primo Segretario di Stato (First Secretary of State in inglese) è un titolo d'onore riservato a un membro del Governo del Regno Unito. Questa funzione può essere descritto come un esempio di primus inter pares considerato che il Primo Segretario di Stato sta al di sopra degli altri Secretaries of State.
La carica è vacante dal 15 settembre 2021

## Elenco
| Primo Segretario di Stato | Primo Segretario di Stato                 | Altre cariche ministeriali | Mandato         | Mandato           | Partito      | Primo ministro   |
| ------------------------- | ----------------------------------------- | --- | --------------- | ----------------- | ------------ | ---------------- |
| Rab Butler                | Rab Butler (1902–1982)                    | | 13 luglio 1962  | 18 ottobre 1963   | Conservatore | Harold Macmillan |
| George Brown              | George Brown (1914–1985)                  | Segretario di stato agli affari economici | 16 ottobre 1964 | 11 agosto 1966    | Laburista    | Harold Wilson    |
| Michael Stewart           | Michael Stewart (1906–1990)               | Segretario di stato agli affari economici Segretario di Stato per gli affari esteri                                                                   | 11 agosto 1966  | 6 aprile 1968     | Laburista    | Harold Wilson    |
| Barbara Castle            | Barbara Castle (1910–2002)                | Segretario di stato per l'occupazione | 6 aprile 1968   | 19 giugno 1970    | Laburista    | Harold Wilson    |
| Michael Heseltine         | Barone Heseltine Michael Heseltine (1933) | Vice primo ministro | 20 luglio 1995  | 2 maggio 1997     | Conservatore | John Major       |
| John Prescott             | John Prescott (1938)                      | Vice primo ministro | 8 giugno 2001   | 27 giugno 2007    | Laburista    | Tony Blair       |
| Peter Mandelson           | Barone Mandelson Peter Mandelson (1953)   | Lord presidente del Consiglio Segretario di Stato per le imprese, l'energia e la strategia industriale Segretario di Stato per la Camera di Commercio | 5 giugno 2009   | 11 maggio 2010    | Laburista    | Gordon Brown     |
| William Hague             | William Hague (1961)                      | Segretario di Stato per gli affari esteri, del Commonwealth e dello sviluppo Leader della Camera dei comuni                                           | 11 maggio 2010  | 14 luglio 2014    | Conservatore | David Cameron    |
| George Osborne            | George Osborne (1971)                     | Ministro delle finanze | 9 maggio 2015   | 13 luglio 2016    | Conservatore | David Cameron    |
| Damian Green              | Damian Green (1956)                       | Ministro per l'ufficio di gabinetto | 11 giugno 2017  | 20 dicembre 2017  | Conservatore | Theresa May      |
| Dominic Raab              | Dominic Raab (1974)                       | Segretario di Stato per gli affari esteri e del Commonwealth                                                                                          | 24 luglio 2019  | 15 settembre 2021 | Conservatore | Boris Johnson    |